# مقاطعة ميندوسينو (كاليفورنيا)

مقاطعة ميندوسينو (بالإنجليزية: Mendocino County)‏ هي إحدى مقاطعات ولاية كاليفورنيا في الولايات المتحدة الأمريكية.

## أعلام
- بيرسي ماركس
- جوي رانفت
- غريس هدسون